# V.34
V.34 (også V.Fast) er en kommunikationsprotokol defineret af International Telecommunication Union. Protokollen definerer kommunikationen mellem 2 modemmer ved hastigheden 28,8 kbps.
| Telekommunikation | Spire Denne artikel om telekommunikation er en spire som bør udbygges. Du er velkommen til at hjælpe Wikipedia ved at udvide den. |